# ESPN Deportes
ESPN Deportes es un canal de televisión por suscripción estadounidense, de temática deportiva, en español. Es propiedad de ESPN Inc, participada por Disney (80%) y Hearst (20%). Dirigido a la comunidad hispana estadounidense, emite principalmente programas y eventos deportivos de fútbol, baloncesto, tenis y béisbol. Realiza sus emisiones desde Ciudad de México, Los Ángeles (California) y Bristol (Connecticut).

## Programas
- Ahora o Nunca
- Béisbol Esta Noche
- Cronómetro
- Enfocados (desde Ciudad de México)
- Equipo Fútbol (desde Ciudad de México)
- Fútbol Picante (desde Ciudad de México)
- Generación Fútbol (desde Ciudad de México)
- LaLiga al Día
- NFL Esta Noche
- NFL Live
- SportsCenter (desde Ciudad de México)[3]
- UFC Conectado

## Programación
ESPN Deportes transmite eventos de diversos deportes (la mayoría son transmitidos en inglés por sus canales hermanos), como en fútbol: partidos seleccionados de la Primera División de España, Bundesliga, la Supercopa de España, Supercopa de Alemania, Copa de Alemania,International Champions Cup, la National Women's Soccer League y la Copa Oro Femenina; en artes marciales mixtas: el Ultimate Fighting Championship (Fight Night y preliminares de eventos PPV)y la Professional Fighters League; en baloncesto: la National Basketball Association, WNBA y la Copa del Mundo de Baloncesto; en béisbol: la Major League Baseball y la Serie del Caribe; en boxeo: peleas del Top Rank (con la marca ESPN Knockout);en deportes extremos: los X Games; en deportes motor: la Fórmula 1, en fútbol americano: la National Football League, United Football League y el fútbol americano universitario; en golf: The Masters;en hockey sobre hielo: la National Hockey League; y en tenis: Abierto de Australia, Wimbledon y Abierto de Estados Unidos.

## Otros servicios

### Sitio web
ESPNDeportes.com es el sitio web oficial de ESPN en español. Fue lanzado en septiembre de 2000.

### ESPN Deportes+
ESPN Deportes+ es el servicio de streaming de ESPN en español, dentro de la plataforma ESPN+. Fue lanzado el 12 de abril de 2018.

### Radio
ESPN Deportes Radio fue la emisora de radio de ESPN en español. Fue lanzada el 5 de octubre de 2005 y emitió hasta el 8 de septiembre de 2019.

### Revista
ESPN Deportes, La Revista es el medio escrito de ESPN en español. De tirada mensual, fue publicada por primera vez en agosto de 2005. Cuenta con una edición digital y es distribuida en colaboración con Hearst.